# Herochroma crassipunctata
Herochroma crassipunctata är en fjärilsart som beskrevs av Alphéraky 1888. Herochroma crassipunctata ingår i släktet Herochroma och familjen mätare. Inga underarter finns listade i Catalogue of Life.